# Łękawica
Łękawica [wɛnkaˈvit͡sa] ist ein Dorf und Sitz der gleichnamigen Gemeinde im Powiat Żywiecki der Woiwodschaft Schlesien in Polen.

## Geographie
Der Ort liegt im Saybuscher Becken am Bach Kocierka unter den Kleinen Beskiden (Beskid Mały).

## Geschichte
Łękawica ist eines der ältesten Dörfer im Saybuscher Becken.
Der Ort wurde erstmals urkundlich als die Pfarrei Luchowicz im Peterspfennigregister des Jahres 1327 im Dekanat Auschwitz des Bistums Krakau erwähnt. Später wurde es auch als Lucovicz (1348) oder Lucoviecz erwähnt. Der Name ist abgeleitet vom Vornamen Łękawa.
Politisch gehörte das Dorf ursprünglich zum Herzogtum Auschwitz, dieses bestand ab 1315 in der Zeit polnischen Partikularismus. Seit 1327 bestand die Lehensherrschaft des Königreichs Böhmen. Das Gebiet von Żywiec mit dem Dorf wurde in den 1450ern unter ungeklärten Umständen aus dem Herzogtum Auschwitz abgetrennt. Seit 1465 gehörte es endgültig zu Polen.
Bei der Ersten Teilung Polens kam Łękawica 1772 zum neuen Königreich Galizien und Lodomerien des habsburgischen Kaiserreichs (ab 1804).
1918, nach dem Ende des Ersten Weltkriegs und dem Zusammenbruch der k.u.k. Monarchie, kam Łękawica zu Polen. Unterbrochen wurde dies nur durch die Besetzung Polens durch die Wehrmacht im Zweiten Weltkrieg. Es gehörte dann zum Landkreis Saybusch im Regierungsbezirk Kattowitz in der Provinz Schlesien (seit 1941 Provinz Oberschlesien).
Von 1975 bis 1998 gehörte Łękawica zur Woiwodschaft Bielsko-Biała.

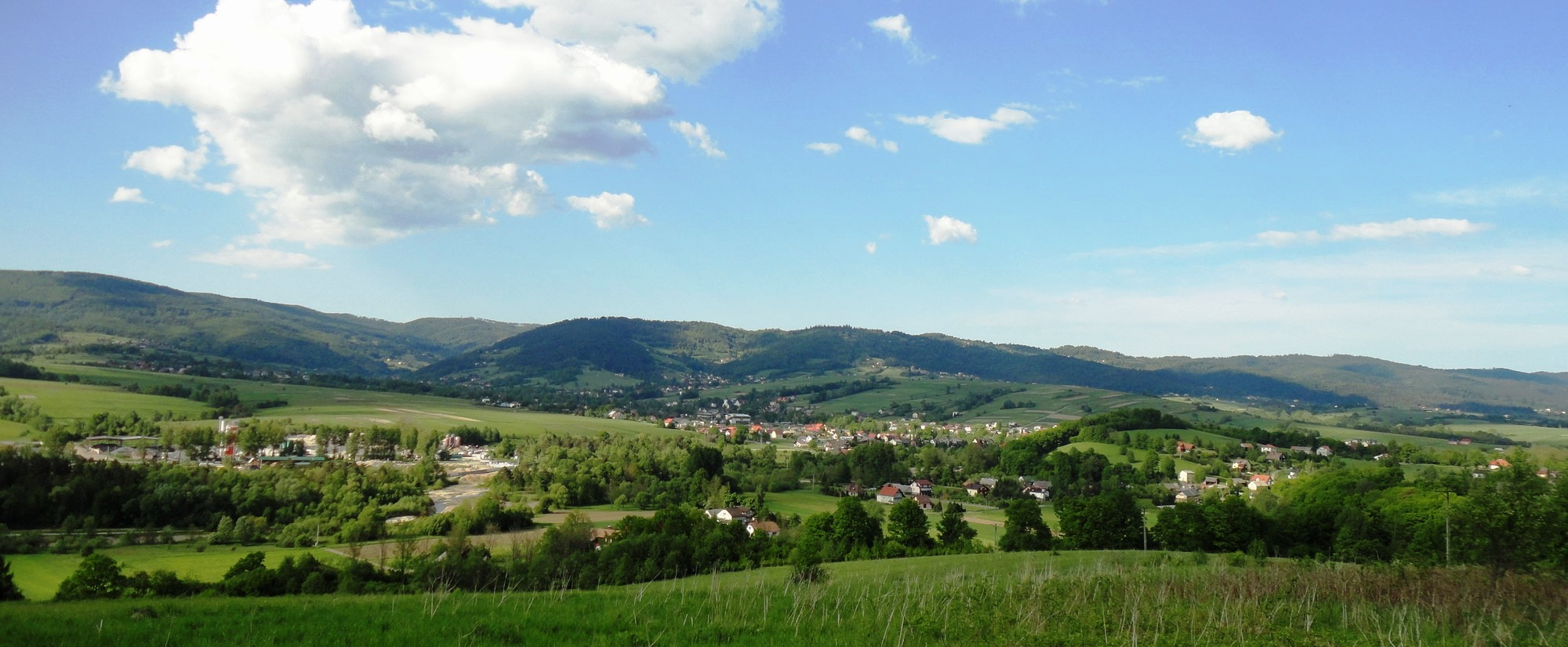
Ortsansicht
Gebrannte Kirche

## Gemeinde
Zur Landgemeinde Łękawica gehören fünf Ortschaften mit einem Schulzenamt: Kocierz Moszczanicki, Kocierz Rychwałdzki, Łękawica, Łysina und Okrajnik.

## Personen (Auswahl)
- Stanisław Budzik (* 1952), römisch-katholischer Erzbischof